# AK47 (gruppo musicale)
Gli AK47, detti anche Ak47 o Ak-47, sono un gruppo hip hop italiano formato a Roma nel 1993. Appartenente al movimento delle posse, il gruppo è attivo tra il 1993 ed il 1996 per poi ricostituirsi nel 2013 con una diversa formazione. Hanno pubblicato un EP ed un album considerati tra i più importanti del rap italiano.

## Storia
Il gruppo nasce nel 1993 dall'iniziativa di Castro X già membro dell'Onda Rossa Posse e voce degli Assalti Frontali tra il 1991 e il 1993, con l'idea di proporre un rap politicamente schierato a sinistra riprendendo gli ideali che avevano mosso le posse. Il nome del gruppo ricorda quello dell'omonimo fucile d'assalto sovietico conosciuto come Kalashnikov.
Il gruppo pubblica le sue prime due canzoni, Niente da festeggiare e 1.9.9.1 nella compilation Balla e difendi, pubblicata nel 1991 dall'etichetta romana Gridalo Forte, progetto che raggruppa alcuni brani di quattro band del circuito indipendente romano, oltre agli AK47 vi figurano infatti: Banda Bassotti, Filo da Torcere e Red House.
Il gruppo si fa conoscere a livello nazionale con l'EP 0516490872, autoprodotto, uscito nel 1993 e contenente l'omonima traccia ispirata dal libro Gli invisibili di Nanni Balestrini che ricorda la detenzione di Silvia Baraldini negli Stati Uniti, il titolo dell'EP è il numero di matricola con della Baraldini da detenuta.
Nello stesso anno il gruppo collabora con il Comitato di Solidarietà con i Popoli dell'America Latina "Carlos Fonseca" di Roma, nell'ambito del progetto Amplifichiamo Cuba, svolgendo una serie di concerti il cui ricavato viene donato alla Federazione delle Donne Cubane il 31 luglio, nel corso di un concerto a L'Avana tenuto dagli AK47 assieme a Tanya y su Grupo. Gli AK47 sono tra i primi gruppi hip hop a giungere sul suolo di Cuba, portando un genere visto con una certa diffidenza perché originario degli Stati Uniti, antagonisti per eccellenza del paese caraibico.
Dopo questo progetto, il gruppo prosegue la sua attività aprendo nel 1994 la casa discografica indipendente La Cordata, assieme ad Assalti Frontali, One Love Hi Pawa e 00199. Nello stesso anno King, membro del gruppo, collabora con Lou X al disco Dal basso, pubblicato da La Cordata.
Nel 1996 il gruppo registra l'album Fuori dal centro presso lo Studio 9 di Marco "Scocchi" Scocchera e Keir Fraser, avvalendosi del contributo di Michele Mancaniello (basso) e Michele Ferrara (chitarra). L'album viene pubblicato dalle edizioni il manifesto, con Pino Cacucci che cura le note di copertina e con la collaborazione di Vittorio Nocenzi del Banco del Mutuo Soccorso.  Di questo album, due tracce vengono riprese per essere inserite nel biennio successivo in due compilation di hip hop italiano: Spigoli di luce viene utilizzata dall'etichetta Trikont nella compilation Parole Italiane, mentre Ritmo cardiaco entra nella raccolta sull'hip hop romano dal titolo Epicentro Romano. Dopo quest'ultimo lavoro, il gruppo realizza nient'altro per lunghi anni, sparendo dalle scene.
Nel 2013, a distanza di 17 anni da Fuori dal Centro, in una formazione ridotta, gli AK47 pubblicano il singolo Sole di notte, coprodotto con lo studio Wax. Il brano è incentrato sul tema delle violenze e delle torture di Stato.

## Formazione

### Formazione attuale
- Renato N (Voce)
- Michele F (chitarra e voce)
- Michele M (basso e percussioni)
- Riccardo R (anima e cori)
- Fabio G (elettronica, anima e cori)
- Alessio P (elettronica, effetti)
- Serhat A (sax e violino)
- Marco D (percussioni)
- Marta M (sax soprano)

### Formazione diFuori dal centro
- Castro X
- Cle
- DJ Zaui
- Foco
- Kid
- King
- Maicol
- Mart'Ufo
- Zap

## Discografia parziale

### Album in studio
- 1996 - Fuori dal centro

### EP
- 1993 - 0516490872

### Singoli
- 2013 - Sole di notte

### Partecipazioni
- 1991 - AA.VV. - Balla e difendi, con i brani 1.9.9.1. e Niente da festeggiare
- 1997 - AA.VV. - Parole Italiane, con il brano Spigoli di luce
- 1998 - AA.VV. - Epicentro Romano, con il brano Ritmo cardiaco